# Android Beam
O Android Beam é um recurso descontinuado do sistema operacional móvel Android que permitia a transferência de dados por meio de comunicação de campo próximo (NFC). Permitiu a troca rápida de curto alcance de marcadores da web, informações de contato, direções, vídeos do YouTube e outros dados. O Android Beam foi introduzido em 2011 com o Android Ice Cream Sandwich. Isso foi melhorado depois que o Google adquiriu o Bump. Em 2017, a ComputerWorld incluiu o Android Beam em uma lista de "recursos outrora anunciados que desapareceram silenciosamente", observando que "apesar do admirável esforço de marketing, o Beam nunca funcionou particularmente bem, e vários outros sistemas para compartilhar coisas provaram ser mais simples e mais confiável."
O Android Beam foi suspenso a partir do Android 10 em janeiro de 2019. O Google substituiu o Android Beam com a introdução do Near Share, que é um concorrente do AirDrop da Apple.

## Descrição

### Uso
O Android Beam é ativado colocando os dispositivos lado a lado com o conteúdo a ser compartilhado exibido na tela. Se o conteúdo puder ser enviado, a tela diminuirá e exibirá "Tap to Beam" na parte superior. Tocar na tela envia o conteúdo de um dispositivo para o outro. Um som será reproduzido quando os dispositivos estiverem próximos e capazes de transmitir. Se os dados forem enviados, um tom de confirmação será reproduzido ou um tom negativo será reproduzido se houver falha e o conteúdo diminuirá na tela, indicando que a transmissão foi feita. O compartilhamento é uma direção e o dispositivo que envia o conteúdo não receberá o conteúdo do dispositivo receptor.

### Requisitos
Para ativar o Android Beam, ambos os dispositivos devem suportar NFC (near field communication) e habilitá-lo, além de passar a tela de bloqueio ou fazer log-in.

### Atualização 4.1Jelly Bean
A partir do Android 4.1 Jelly Bean, os dispositivos podem usar o Android Beam para enviar fotos e vídeos por Bluetooth. O Android Beam usa NFC para habilitar o Bluetooth em ambos os dispositivos, emparelhá-los instantaneamente e desabilitar o Bluetooth uma vez concluído automaticamente em ambos os dispositivos. Funciona apenas entre dispositivos Android versão 4.1 e superior.

### Suporte a aplicativos
Para transmissão de conteúdo específico, um aplicativo tem permissão para controlar o conteúdo que está sendo enviado ao adicionar suporte ao Android Beam. Se o aplicativo não especificar dados, a transferência do aplicativo o abrirá no dispositivo receptor. Se o dispositivo receptor não tiver o aplicativo, ele abrirá a página do aplicativo na Play Store.

## S Beam
S Beam refere-se a uma extensão do Android Beam da Samsung, usada pela primeira vez em seus telefones Galaxy S III. Usa a comunicação de campo próximo para estabelecer uma conexão Wi-Fi Direct entre dois dispositivos para a transferência de dados, em vez de uma conexão Bluetooth. Isso resulta em velocidades de transferência mais rápidas entre dispositivos que possuem S Beam. O S Beam está limitado a dispositivos com suporte a S Beam, Wi-Fi Direct e NFC, como HTC One e Samsung Galaxy S III.